# Maisons-en-Champagne

Maisons-en-Champagne este o comună în departamentul Marne, Franța. În 2009 avea o populație de 490 de locuitori.